# Camille Schrier
Camille Thomasina Schrier (Doylestown, 30 giugno 1995) è una modella statunitense.

## Biografia
Il 22 giugno 2019 è stata incoronata Miss Virginia 2019. Il 19 dicembre 2019 è stata incoronata Miss America 2020 a Uncasville nel Connecticut, succedendo a Nia Franklin.
Nel maggio 2020, in seguito all'annullamento del concorso Miss America 2021 a causa della pandemia COVID-19, è stato annunciato che avrebbe occupato per un ulteriore anno il suo titolo di Miss America, che altrimenti sarebbe scaduto nel dicembre 2020.